# 油山
油山（あぶらやま）は、福岡市城南区・早良区・南区にまたがる山。名は清賀上人が天平年間に正覚寺で椿油を精製したことに由来する。標高597m。近隣には福岡大学、ABURAYAMA FUKUOKAが所在する。

## 歴史
油山の名は、聖武天皇の御代に天竺（インド）から渡来した清賀上人が、油山観音正覚寺で群生していた椿の実から日本で初めて椿油を精製した事に由来するとされるが、貝原益軒の筑前国続風土記においては栽培した胡麻からゴマ油を精製した事に由来するとしている。
東麓の柏原遺跡群で弥生時代の石斧が出土した。当時近くに集落はなく、低地から来た人がここで木を伐採していたと推定される。

## 油山事件
昭和20年（1945年）8月10日、現市営火葬場近くの雑木林で、旧日本軍人が米軍捕虜のB-29搭乗員8名を殺害する事件が起きた（油山事件）。西部軍では、他に同年6月20日に西部軍司令部構内で8人の捕虜が殺害される事件、8月15日にやはり油山で15人の捕虜が殺害される事件が起こっていて、西部軍事件と総称される。
2番目のこの事件が油山事件として特によく知られている。実行現場で上官の一人が、5人（一説には6人）まで斬首させ、あらかじめ指示して弓矢を持参させていた士官に1人を射殺させ、さらに、空手で人を殺せるか試すためとして、2人（一説には1人）を空手で処刑しようとしたが容易に出来ず、陸軍中野学校出の空手の経験者6名ほどに次々と暴行させ続けた。それが戦後に戦犯裁判を通して明らかになったためである。
戦犯裁判では、処刑を命じた当時の上官らは関与を否定し、責任を押し付け合ったという。命令関与した者達は戦後BC級戦犯として処罰され、後に阿部源蔵（第24代福岡市長）が慰霊碑を建立した。

## 経路
天神の繁華街から車で十五分程度。

## 周辺施設
- ABURAYAMA FUKUOKA
- 正覚寺

## 風景

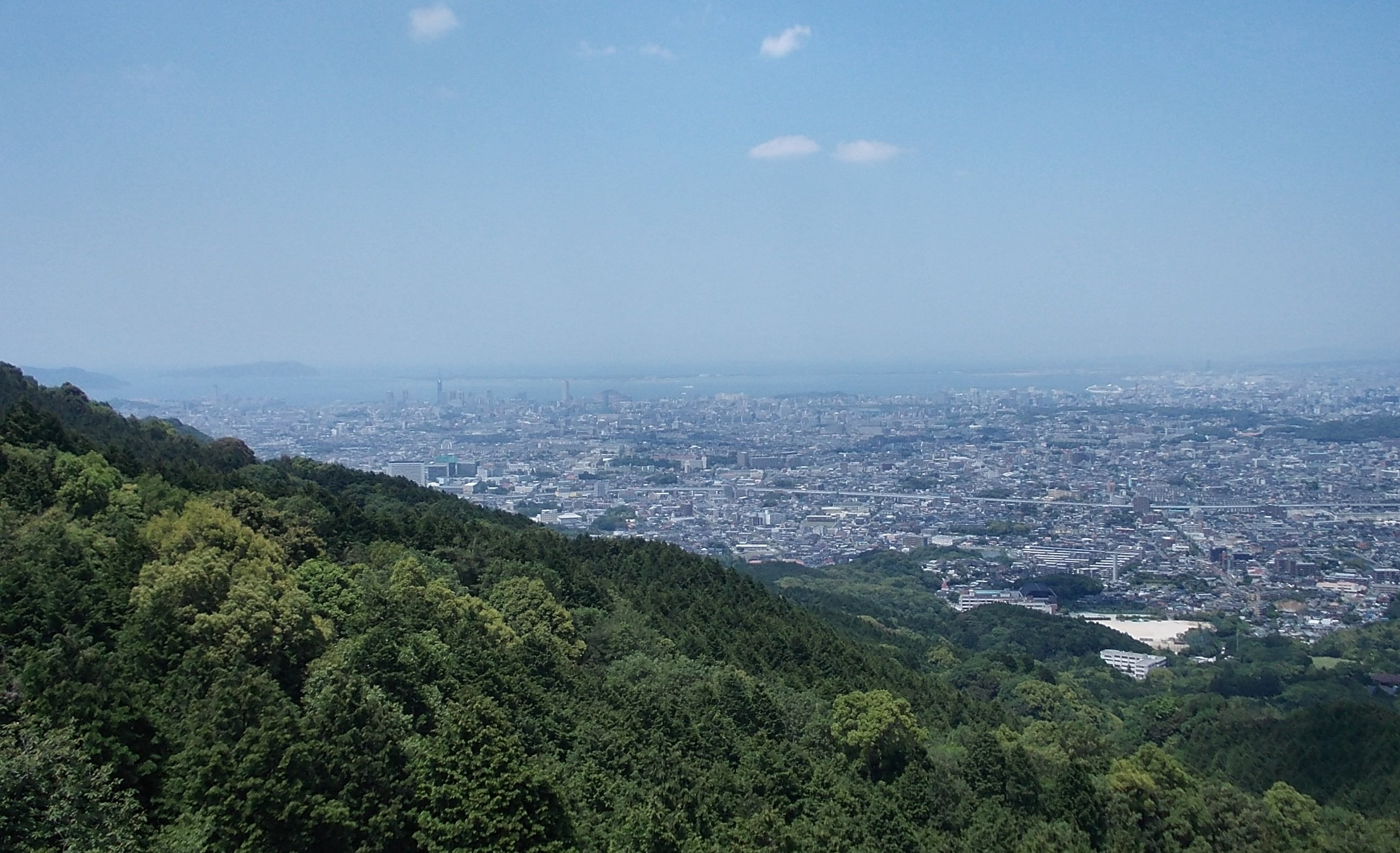
片江展望台からの眺め
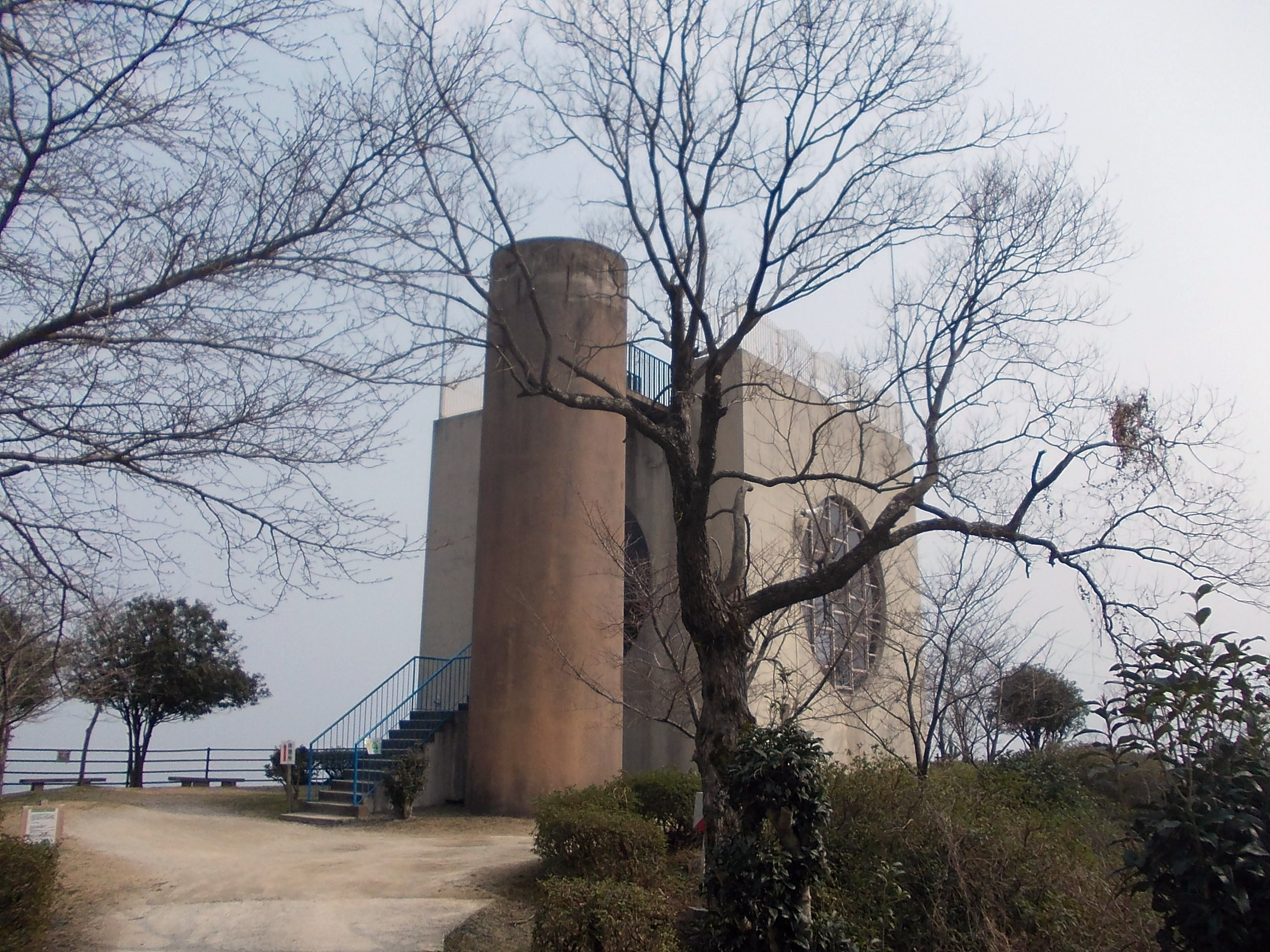
片江展望台
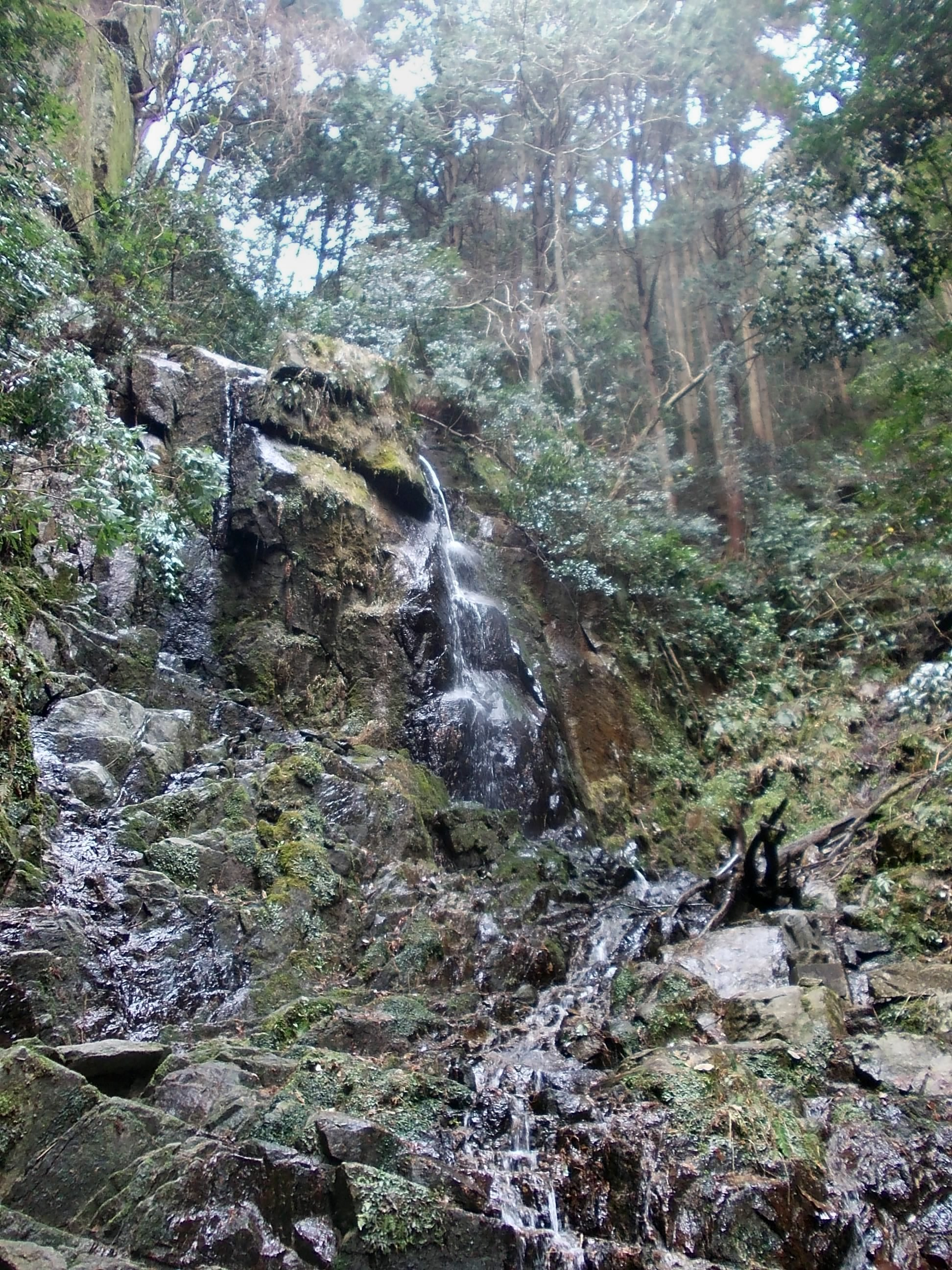
油山市民の森の山笠の滝
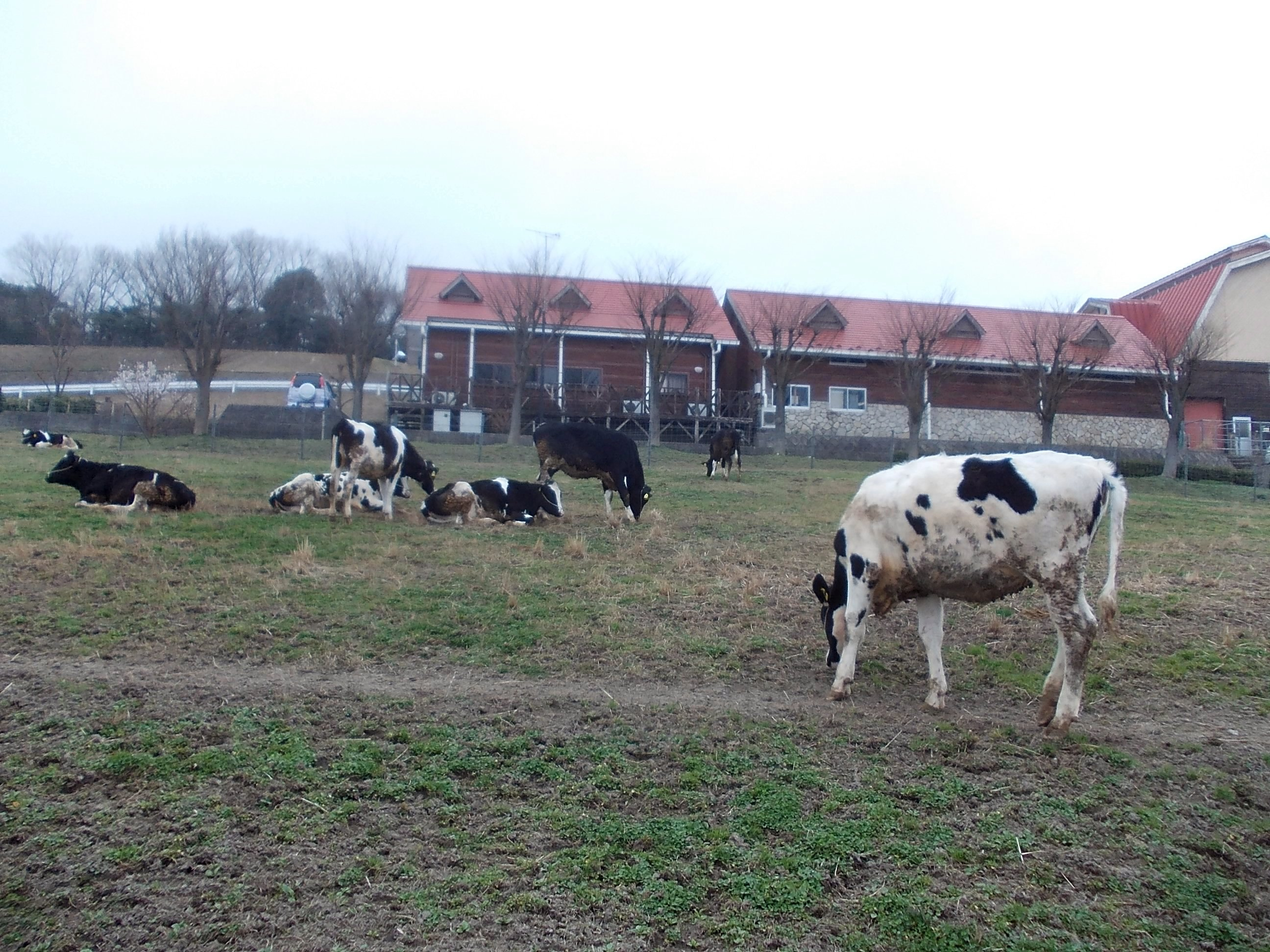
「もーもーらんど」油山牧場
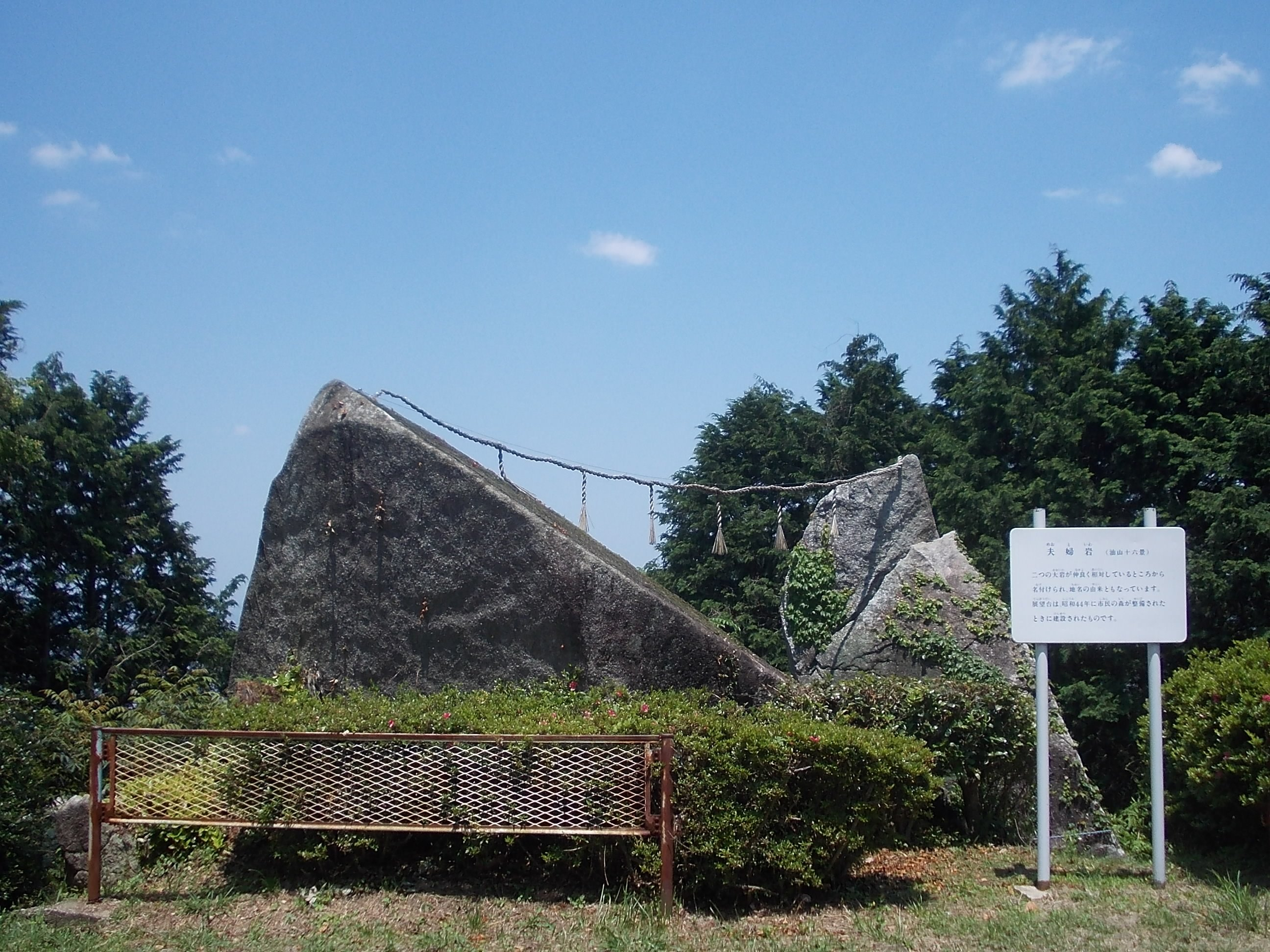
油山市民の森の夫婦岩
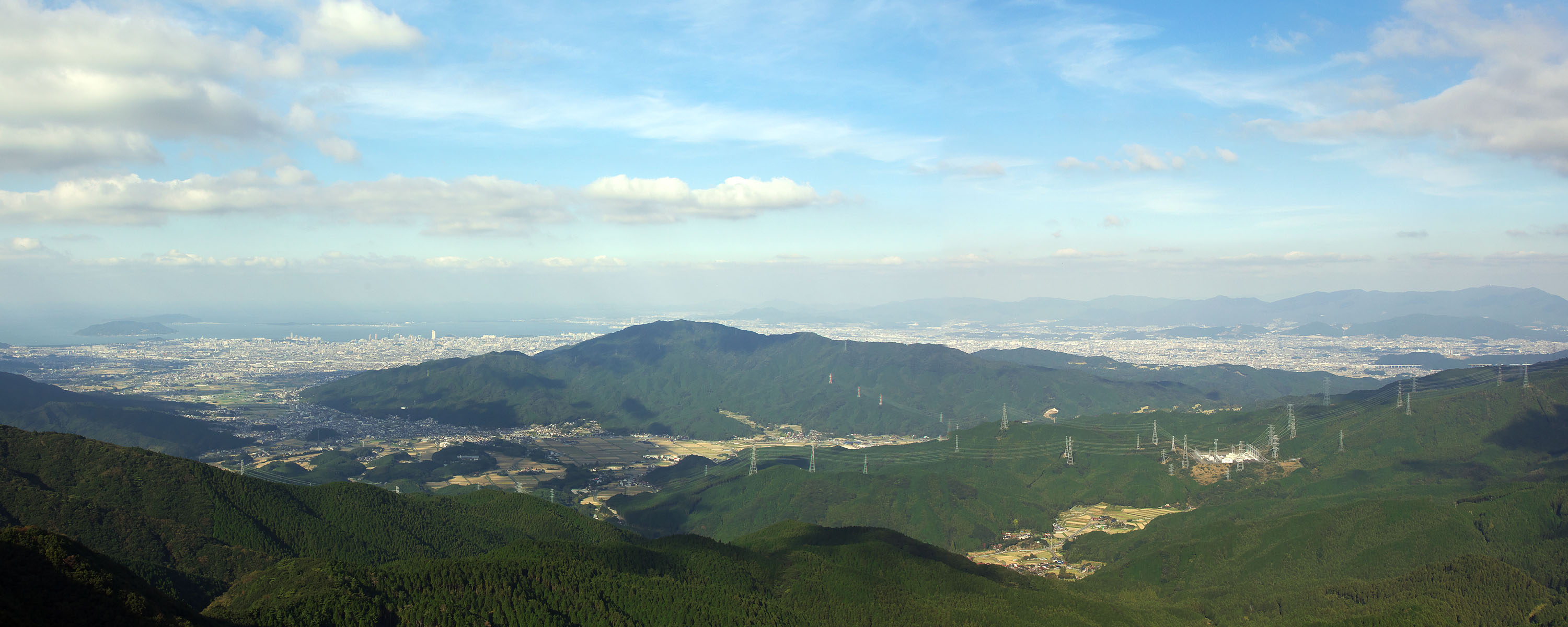
福岡県福岡市の油山遠景。脊振山地、唐人の舞から